# Karl Hermann Heinrich Benda
Pour les articles homonymes, voir Benda.
Karl Hermann Heinrich Benda (également Karl Benda), (baptisé le 2 mai 1748 à Potsdam - 15 mars 1836 à Berlin) est un musicien et compositeur allemand originaire de Bohême.

## Biographie
Karl Benda était le plus jeune des deux fils adultes du violoniste et compositeur Franz Benda. Ses parrains étaient les margraves Henri-Frédéric de Brandebourg-Schwedt) et Charles-Frédéric-Albert de Brandebourg-Schwedt ainsi que l'ambassadeur de Russie Herman Karl von Keyserling. Comme ses frères et sœurs Wilhelmine, Maria Carolina, Friedrich, Sophie Anna Henriette et Juliane, il reçoit des cours de musique de son père Franz Benda. En 1766, Karl Benda fut accepté dans l'orchestre de la cour.
Karl Benda a succédé à son père en tant que virtuose du violon, en particulier dans le jeu typique de Benda adagio, à qui il ressemblait par son caractère, sa stature et sa physionomie,  mais il était également un professeur de piano apprécié : il a eu parmi ses élèves le roi Frédéric-Guillaume III, ainsi que son frère Louis, qui est resté avec lui toute sa vie avec bienveillance, entre autres. le compositeur et professeur de musique Carl Friedrich Rungenhagen et le chanteur et acteur Seidel. La chambriste Luise Rudorff (fille du maître de conférences Friedrich Wilhelm Rudorf), qui se fera plus tard connaître à Weimar, fut aussi l'élève de Karl Benda qu'il connut en 1792 au théâtre de la cour de Weimar lorsqu'il rendit visite à ses deux sœurs Wilhelmine et Maria Carolina. Karl Benda fut également répétiteur pour le ballet de l'Opéra Royal de Berlin. En 1802, il succéda à son oncle Joseph Benda comme premier violon de l'orchestre de la cour. Il était membre de la Loge maçonnique de Berlin Zu den 3 goldenen Schlüsseln.

## Famille
En 1777, Karl Benda épousa une fille du conseiller de guerre Friedrich August Barth, avec laquelle il a eu un fils, August Wilhelm Heinrich Ferdinand (1779-1861). Le 28 avril 1825, il est élevé à la noblesse héréditaire par le roi de Bavière au poste de directeur de chambre des princes de Thurn et Taxis. Les descendants de Wilhelm von Benda comprennent l'assesseur, propriétaire foncier et délégué Karl Friedrich Wilhelm Robert von Benda (1816-1899), l'officier Hans Robert Heinrich von Benda (1856-1919) et l'officier et chef d'orchestre Hans Gustav Robert von Benda (1888-1972) . Ce dernier a apporté beaucoup de données pour la biographie de Franz Lorenz Die Musikerfamilie Benda avec des documents et des images de sa collection privée.
Après la mort de sa première femme, Karl Benda épousa une fille du célèbre fabricant de tissus de Potsdam Freytag, avec qui il eut le fils Friedrich August Benda (1786-1854). Ce dernier a fait une carrière dans la haute fonction publique et était un mélomane participant au conseil d'administration de plusieurs associations, en particulier la Sing-Akademie.

## Œuvres
- Concerto en fa majeur pour alto, cordes et continuo[8]
- Sonate en mi bémol majeur pour violon et continuo (datée du 1 avril 1785)[9]
- Sonate en fa majeur pour violon et continuo (datée du 16 février 1785)[10]
- Sinfonia en ré majeur
- Sechs Adagios für das Pianoforte nebst Bemerkungen über Spiel und Vortrag des Adagio von Carl Benda pensionirtem Königl. Preuß. Kapellmeister[11].